# Stupčanica
Stupčanica je rijeka u Bosni i Hercegovini.
Rijeka izvire kod Han Pijeska, a završava tako što u Olovu čini sutok s rijekom Biošticom od kojeg nastaje Krivaja, pritok Bosne u Zavidovićima.

## Vanjske poveznice
|  | Zajednički poslužitelj ima još gradiva o temi Stupčanica |